# Eugène Ribère

a Compétitions nationales et continentales officielles uniquement.

b Matchs officiels uniquement.
Dernière mise à jour le 21 novembre 2024.
Eugène Ribère est un joueur de rugby à XV français, né le 14 juin 1902 à Thuir (Pyrénées-Orientales) et décédé le 21 mars 1988 à Bordeaux.
Commerçant issu d'une famille d'agriculteurs, ce troisième ligne aile de 1,80 m pour 82 kg fut tout à la fois un grand attaquant et un défenseur intraitable, toujours d'une correction exemplaire[non neutre].
Il réussit le tour de force[réf. souhaitée] d'être retenu en sélection nationale durant dix années, à une période où les sélections annuelles pour des matchs internationaux ne dépassaient pas 4 à 5 capes par an.

## Biographie

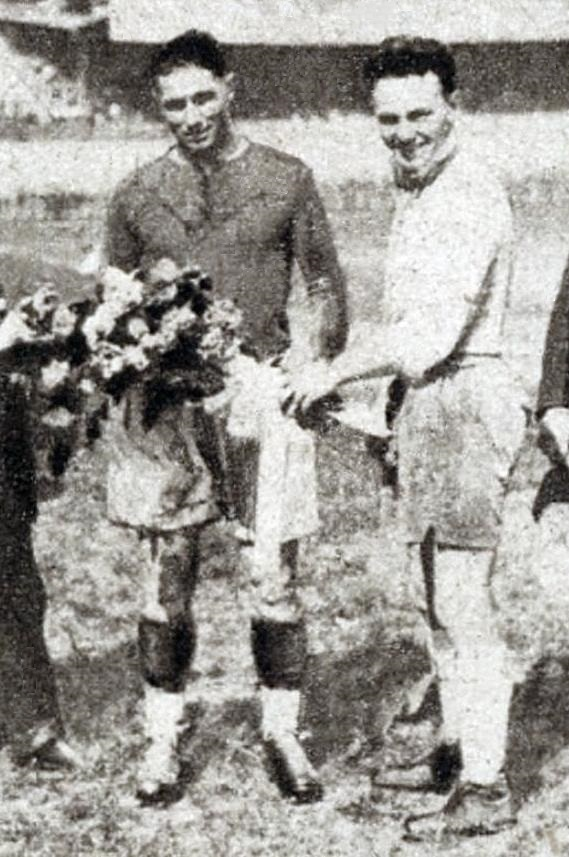
Eugène Ribère (Quillan) et Robert Samatan (Agen), au coup d'envoi de la partie, en avril 1931 à Bordeaux.

## Palmarès

### Joueur
- 34 sélections en équipe de France, de 1924 à 1933 (12 fois capitaine (seulement dépassé par Adolphe Jauréguy avant-guerre à 13 capitanats), il marqua 7 essais)
- Recordman des sélections en équipe de France durant vingt ans (détrôné par Jean Prat en 1952).
- 10 Tournois des Cinq Nations consécutifs, également de 1924 à 1933 (record avant-guerre, devant Adolphe Jauréguy à 9 participations)
- 2e des éditions 1930 et 1931 du Tournoi, tout en étant capitaine (deux dernières participations des Français, avant leur exclusion par les Britanniques)
- Vainqueur pour la 1re fois de l'Angleterre, en 1927
- Vainqueur pour la 1re fois du Pays de Galles, en 1928
- Vice-champion olympique en 1924
- Champion de France en 1925 avec l'US Perpignan
- Champion de France en 1929 avec l'US Quillan (et capitaine dès son arrivée en 1927)
- Champion du Languedoc en 1920 avec Thuir (+ 1925, 1928, 1929 et 1930 - à compléter)
- Vice-champion de France en 1928 et 1930 avec Quillan (et capitaine les 2 fois)

### Entraîneur
- Champion de France en 1936 avec le RC Narbonne